# 흰동가리
흰동가리(yellowtail clownfish)는 흰동가리아과 흰동가리속에 속하는 바닷물고기의 한 종이다. 학명은 암피프리온 클라르키(Amphiprion clarkii)
말미잘과 공생한다.

## 외관
몸길이 약 15cm이다. 몸은 긴 타원형이고 옆으로 납작하며 몸높이가 높다. 아래턱은 위턱보다 튀어나와 있다. 등지느러미가시는 연조(soft ray:마디가 있고 끝이 갈라져 있는 지느러미 줄기)부보다 낮거나 길이가 같다. 꼬리지느러미 가장자리는 움푹 들어갔거나 반달 모양이다. 몸빛깔은 등쪽이 흑갈색, 가슴과 배가 주황색이다. 몸통과 꼬리자루에 흰색의 넓은 가로띠가 3개 있다.

## 분포와 생태

### 분포
흰동가리는 특별한 산호 물고기로 말미잘 숙주 안에서 살며 태평양, 인도양, 호주 북서 끝 쪽, 남동 쪽의 아시아와 괌 등에서 발견된다. 수온 25~28 ℃ 사이의 12m를 넘지 않는 얕은 깊이에 산다.

### 생태
흰동가리는 얕은 수심의 산호초 해역에서 말미잘과 공생한다. 대개의 경우 하나의 말미잘에 한 무리의 흰동가리가 살고 있다. 흰동가리 가족은 철저한 모계중심으로 덩치가 가장 큰 녀석이 암컷이다. 암컷이 죽으면 무리에 있는 수컷 중 한 마리가 암컷으로 성을 전환한다. 이는 다른 곳에서 암컷을 찾는 것보다 무리 중 한 마리가 스스로 성을 전환하는 것이 종족 보존에 유리하기 때문이다.
흰동가리는 한 번에 700~800개의 알을 낳는 것으로 알려져 있는데, 부화에 성공하는 확률은 상당히 낮은 편이다. 알에서 태어났을 때는 성적으로 미성숙한 상태인데 12개월에서 24개월이 지나면 수컷의 성징이 나타난다. 이 중 선택 받은 한 마리의 수컷이 암컷으로 성을 전환하는 방식은 리본장어의 성전환과 닮았다. 흰동가리는 수명이 13년 정도인 것으로 알려져 있다.

### 먹이
동물성 플랑크톤, 해조류, 웜, 갑각류 등을 먹는다.

## 동물복지 문제
지구온난화로 인해 수중의 이산화탄소 양이 증가하면서 이루어지는 해양산성화가 가리의 후각을 둔화시켜 말미잘을 찾지 못하거나, 애니메이션 <니모를 찾아서> 시리즈의 성공으로 흰동가리 사육 수요가 급등하자 야생 흰동가리를 포획해 공급하는 등의 문제로 흰동가리의 수가 급격히 감소했다.
이러한 흰동가리의 급격한 개체 수 감소에 호주 퀸즐랜드대와 플린더스대의 공동연구팀이 '니모 구하기 캠페인'을 시작했다. 흰동가리 보존 기금을 모금해 흰동가리들에 관한 교육과 인식 개선, 사육 프로그램을 제공하여 야생 물고기 포획에 대해 알리고 경각심을 불러 일으키는 것이다. 실제로 흰동가리 암컷안 알을 한 번에 많이 낳기 때문에 야생에서 공수해올 필요가 없는 품종이다.

## 같이 보기
- 니모를 찾아서